# Santo Antônio do Içá (ort)
Santo Antônio do Içá är en ort i delstaten Amazonas i nordvästra Brasilien. Den är huvudort i en kommun med samma namn och folkmängden uppgick till cirka 13 000 invånare vid folkräkningen 2010. Orten är belägen längs Amazonfloden och det ligger en flygplats i den nordvästra utkanten.